# Passiflora anastomosans
Passiflora anastomosans är en passionsblomsväxtart som först beskrevs av Lambert och Dc., och fick sitt nu gällande namn av Ellsworth Paine Killip. Passiflora anastomosans ingår i släktet passionsblommor, och familjen passionsblomsväxter. Inga underarter finns listade i Catalogue of Life.